# Le Chevalier errant (Millais)
Pour les articles homonymes, voir Le Chevalier errant.
Le Chevalier errant (en anglais The Knight Errant) est un tableau du peintre britannique John Everett Millais réalisé en 1870. Il s'agit du seul tableau de Millais représentant un nu féminin.
L'influence de Titien se fait nettement sentir dans cette œuvre, qui fait écho en particulier à la Madeleine pénitente de l'artiste vénitien. L'influence de Musidora de William Etty est également manifeste.